# Sân bay Aniak
Sân bay Aniak (IATA: ANI, ICAO: PANI, LID FAA: ANI) là một sân bay nằm dọc theo sông Kuskokwim ở Aniak, một thành phố thuộc vùng điều tra dân số Bethel của tiểu bang Alaska. Sân bay này thuộc sở hữu của tiểu bang này.

## Trang thiết bị
Sân bay Aniak có diện tích 1.722 mẫu Anh (697 ha) và một đường băng, một khu đáp cho thủy phi cơ:
- Đường băng 10/28: 6.000 x 150 ft. (1.829 x 46 m), bề mặt: asphalt
- Đường băng 5W/23W: 3.000 x 400 ft. (914 x 122 m), bề mặt: nước

## Các hãng hàng không và các tuyến bay thẳng
- Frontier Flying Service (Anchorage, Holy Cross, Kalskag, St. Mary's, Shageluk)[3]
- Hageland Aviation Services (Chuathbaluk, Holy Cross, Kalskag)[4]
- PenAir (Anchorage)